# Démogorgon (mythologie)
Ne doit pas être confondu avec Démogorgon (Donjons et Dragons).

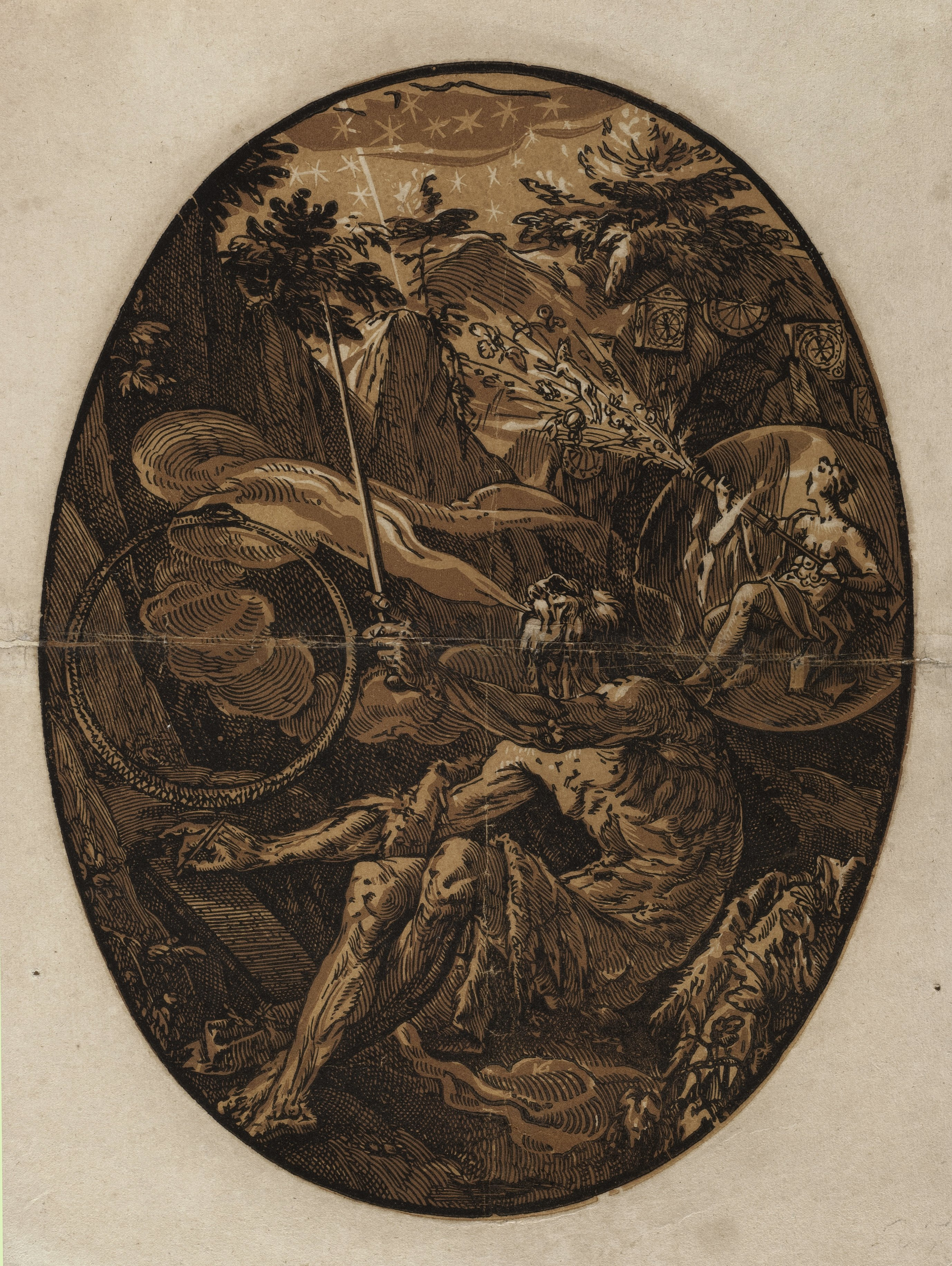
Démogorgon réalisé entre 1586 et 1590.

Démogorgon est une figure mythologique, qui tire son origine non de la mythologie gréco-romaine classique, mais de Boccace au XIVe siècle dans sa Genealogia deorum gentilium (La généalogie des dieux païens).
Selon Boccace, Démogorgon serait le père de tous les dieux, un « vieillard blême, couvert de moisissure humide et vivant dans les entrailles de la terre au milieu de ténèbres brumeuses ». La source de Boccace serait un certain Théodontius, et il en a trouvé le nom dans un commentaire du grammairien Lactantius Placidus (vers 450) de la Thébaïde de Stace. Il s'agit vraisemblablement d'une corruption en latin du grec Δημιουργόν (Dēmiourgón), le démiurge, créateur du monde des néoplatoniciens. Après Boccace, il connut une postérité importante dans les ouvrages des mythographes et des alchimistes de la Renaissance.

## Postérité littéraire
« Démogorgon a reçu une réelle fortune littéraire […] mais au prix de grossières simplifications. Dans le théâtre religieux français du XVe siècle, il est parfois cité comme un ancien dieu déchu ou l’incarnation du diable, auquel Rabelais l'associe dans le Tiers et le Quart Livre. Teofilo Folengo le présente comme un vieil imposteur qui se fait passer pour Pasquino et veut entrer au Paradis, « où il vint sur sa mule maigre et si ensorcelée qu'on eust pu couldre ensemble ses deux flancs », mais saint Pierre l'en chasse sans ménagement (Histoire maccaronique tr. fr. 1600). Précisant que Démogorgon « a accoutumé de battre de sa queue les vives Fées, et chevauche les sorcières en guise d’ânesse », Folengo renvoie de façon parodique au rôle qui lui est prêté par Boiardo et par l'Arioste. Dans l’Orlando Innamorato, le héros menace la fée Morgane en invoquant le nom terrible du maître impitoyable des fées et des sorcières […]. L'Arioste situe son palais dans ce qui devrait être l'Himalaya, où se réunit tous les cinq ans le conseil des fées (Cinque canti I).
Cette tradition magico-démoniaque aura un certain succès dans la littérature élizabethaine et dans la littérature française du XVIIe siècle  (Entrée de Marie de Médicis à Paris en 1610, vers de Régnier, livret de Quinault pour l'opéra Roland mis en musique par Lully. Au XVIIIe siècle, Voltaire et L'Encyclopédie le mentionnent en suivant le manuel de mythologie de l'abbé Banier. Mais c'est Shelley dans le Prometheus Unbound qui le métamorphose en libérateur de la tyrannie symbolisée par Jupiter tout en lui reconnaissant de nouveau son statut de principe originel et éternel. »

Il est cité par les poètes anglais Spencer (The Faerie Queene), Marlowe,  Dryden, Milton, Peacock, Shelley (Prometheus Unbound).
Il apparaît dans une nouvelle de Voltaire, Le Songe de Platon (1756), dans Moby Dick (1851), où il est métaphoriquement comparé à la baleine blanche, dans un poème de Hugo, Au Cheval (1865) , ainsi que dans un roman de Dan Simmons, Olympos (2006).
Il est le titre d'un poème d'Alvaro de Campos, l'un des hétéronymes du poète portugais Fernando Pessoa.